# Grzegorz Piwnicki
Grzegorz Piwnicki (ur. 21 lipca 1981 w Warszawie), znany również jako Forin – polski grafik, grafficiarz. Absolwent Wydziału Grafiki Akademii Sztuk Pięknych w Warszawie. Współzałożyciel międzynarodowego stowarzyszenia sztuki ulicznej Truest. Prawdopodobnie najbardziej znany jako twórca okładek wykonawców hip-hopowych, w tym m.in. dla takich jak: Pezet, Siwers, Skill Mega, Borixon, Łona, Proceente, Pyskaty, Parias, W.E.N.A., Flint, Pih, O.S.T.R., Mor W.A., czy Bez Cenzury. Pierwszą okładkę zaprojektował w 2000 roku dla zespołu Kaliber 44 na płytę 3:44.

## Wystawy
- "Forin – Tylko dla dorosłych", Baraka Gallery, Kraków, 2010 (wystawa indywidualna)[4]
- "Projekt Wolność", Galeria Garaż, Kraków, 2013 (wystawa indywidualna)[4]
- "Winter Canvas", Urban Jungle Gallery, Warszawa, 2010 (wystawa zbiorowa)[4]
- "O.S.T.R. Cover Art Exhibition", Blud Gallery, Łódź, 2010 (wystawa zbiorowa)[4]
- "Come Inside", Soho Factory, Warszawa, 2011 (wystawa zbiorowa)[4]
- "Graffiti vs Street Art", Galeria Sztuki Zachęta, Lublin, 2011 (wystawa zbiorowa)[4]